# 니가타 지진
니가타 지진(일본어: 新潟地震 니가타지신[*])은 1964년 6월 16일 13시 1분 (JST) 니가타현 아와시마 남부 앞바다 40km (북위 38° 24′ 동경 139° 12′ / 북위 38.4°  동경 139.2° )에서 발생한 지진이다. 지진의 규모는 M7.5, 모멘트 규모 Mw7.6이다.
일본 역사상 최대 규모의 석유 콤비나트 재해가 일어난 지진으로, 화학 소방 체제가 취약했던 시대적 배경도 있어 지진으로 143개의 석유 탱크가 불에 타 12일간 화재가 지속되었다. 이후 석유 콤비나트 방재의 한 지표가 되었다. 또한 이 지진을 계기로 주거지나 공업지대의 액상화현상에 대한 본격적인 연구가 시작되었다. 또한 일본에서 지진보험이 생기게 된 직접적인 원인이 된 지진재해로도 알려져 있으며 실제로 지진 2년 후인 1966년 처음으로 일본에서 지진보험제도가 탄생했다.
또한 이 지진은 거의 전부 흑백이지만 당시 니가타현에 있던 NHK 니가타 방송국과 니가타 방송이 이미 TV방송을 진행한게 큰 영향을 미쳐 일본에서 처음으로 수많은 필름과 비디오 테이프 영상으로 지진 피해 상황을 담은 지진이다. 또한 니가타 방송이 촬영한 영상 중 일부는 지진 발생 후 정확히 60년 후인 2024년 6월 16일 방송된 프로그램인 《BSN NEWS 유나비 스페셜 니가타지진 60년 "그날의 기억, 내일의 준비"》의 생방송 프로그램에도 삽입되었고 다음날 BSN의 유튜브 공식 채널에도 프로그램 전 편이 업로드되어 인터넷으로 공개되었다.

## 지질학적 환경
혼슈 서북쪽 동해 해안 지역은 일본 해구를 따라 유라시아판 아래로 태평양판이 섭입하면서 발생하는 배호분지의 열개로 형성된 동해의 동남쪽 가장자리 지역에 있다. 이 과정은 마이오세 초기에 시작되어 마이오세 중기에 끝났다. 플라이오세 말기에는 지각이 압축하는 방향으로 바뀌었는데 이는 이즈-보닌-마리아나호와 혼슈의 충돌과 관련이 있을 것으로 추정된다. 이 때문에 열개지의 단층이 역으로 활성화되면서 단층으로 형성된 분지의 반전 현상이 일어났다. 현대 일본은 태평양판, 필리핀해판, 오호츠크판, 아무르판 사이의 수렴 경계 위에 있다. 섬 배호의 동쪽과 동남쪽 해안을 따라 발생하는 태평양판과 필리핀해판의 섭입은 각각 일본 해구와 난카이 해곡에서 일어난다. 동해와 접해 있는 혼슈 서해안은 아무르판과 오호츠크판 사이 남북을 경계로 수렴 현상이 일어난다. 이를 동해 동연 변동대라고 부른다. 특히 이 변동대 경계는 동쪽으로 가라앉는 충상단층으로 구성된 초기 섭입대라고 보여진다.
동해 동연 변동대에서는 열개와 이어진 반전 현상 때문에 경계인 혼슈 서해안을 따라 규모 M6.8~7.9의 지진을 일으킬 수 있는 일련의 여러 단층이 생겨났으며, 이 단층은 많은 경우 지진과 함께 큰 쓰나미도 일으킨다. 동해 동연 변동대에서 발생한 대표적인 지진으로 1741년, 1833년, 1940년, 1964년, 1983년, 1993년의 지진이 있으나 1741년 지진은 그 발생 여부에 대해 아직 논쟁중이다.

## 각지의 진도
일본 기상청 진도 계급 기준 진도4 이상을 관측한 지역은 아래와 같다.
| 진도 | 도도부현   | 시구정촌                                                       |
| ---- | ---------- | -------------------------------------------------------------- |
| 5    | 미야기현   | 나루코정, 센다이시 미야기노구                                  |
| 5    | 야마가타현 | 쓰루오카시, 사카타시, 신조시                                   |
| 5    | 후쿠시마현 | 다다미정                                                       |
| 5    | 니가타현   | 나가오카시, 니가타시 주오구, 사도시                            |
| 4    | 이와테현   | 모리오카시, 오슈시                                             |
| 4    | 미야기현   | 쓰키다테정, 이시노마키시                                       |
| 4    | 아키타현   | 아키타시                                                       |
| 4    | 야마가타현 | 야마가타시, 오바나자와시, 요네자와시                           |
| 4    | 후쿠시마현 | 후쿠시마시, 고리야마시, 시라카와시, 이와키시, 아이즈와카마쓰시 |
| 4    | 이바라키현 | 이시오카시                                                     |
| 4    | 도치기현   | 오타와라시                                                     |
| 4    | 군마현     | 미나카미정, 마에바시시                                         |
| 4    | 니가타현   | 조에쓰시                                                       |
| 4    | 이시카와현 | 와지마시                                                       |
| 4    | 나가노현   | 나가노시                                                       |

당시 일본 기상청의 지진 관측은 기상관서에서만 이루어졌으며 진원 인근 지역에서는 진도6(현재의 진도6약~6강)이라고 추정된다. 니가타 방송의 사사인 《니가타 방송 40년의 발자취》에서도 "니가타에서 진도6"이라고 기록되어 있다.

## 피해
- 사망자 26명[13]
- 부상자 477명[14]
- 주택 완전 붕괴 1,960채[13]
- 주택 반파 6,640채[13]
- 주택 침수 15,298채[13]

지진 피해는 니가타현, 야마가타현, 아키타현 등 일본 혼슈 동해 연안을 중심으로 총 9개 현에서 발생했다. 해외 매스컴에서도 "일본 서북부에서 대지진 발생"이라고 보도할 정도로 피해가 컸지만 사망자는 26명에 불과해 그 수는 매우 작다.
야마가타현 쇼나이 지방은 니가타현 다음으로 큰 피해가 발생했으며 쇼나이 지방을 강타한 지진으로는 1894년 발생한 쇼나이 지진(M7.0)에 이어 두 번째로 큰 규모의 지진이다.

### 쓰나미
13시 30분에 쓰나미경보가 발표되었으나 지진 발생 약 15분 후 이미 쓰나미 제1파가 찾아와 니가타시에는 이미 4 m에 도달했으며 그 외에 사도섬과 아와지섬, 시마네현의 오키 제도에서도 침수 피해가 발생했다. 밀려오는 해일을 시작으로 사도섬 료쓰항에서 3 m, 시오야칸에서 4 m, 나오에쓰시에서 1~2 m, 이와후네항에서 4 m의 쓰나미를 기록했다. 모래사장으로 해일이 밀려오면서 최대 6 m가 넘는 쓰나미를 관측한 곳도 있었다. 제1파 파고가 가장 높았던 곳도 있으나 제3파의 파고가 제일 높았던 곳도 있다는 목격담이 있다. 또한 지진 발생 후 수 시간이 지나서 최대 높이 해일을 기록했다. 진폭 주기는 20분 주기와 50분 주기의 해일이 중복해서 일어났다. 쓰나미 침수 피해는 주로 시나노강 우안의 야마노시타 지구 등 시나노강 유역을 중심으로 광범위하게 발생했으며 특히 구리노키강 주변 등 일부 지역의 침수 피해는 한달 넘게 이어졌다.
대한민국에서는 1964년 6월 16일 오후 3시에 해일주의보를 발령, 17일 0시에 해일주의보를 해제했다. 울산에서 최고 0.39 m, 부산에서 최고 0.32 m 높이의 쓰나미를 관측했다.

## 같이 보기
- 일본의 지진 목록
- 니가타현 주에쓰 지진
- 니가타-고베 왜곡집중대